# Echinorhyncha vollesii
Echinorhyncha vollesii är en orkidéart som först beskrevs av G.Gerlach, Neudecker och Seeger, och fick sitt nu gällande namn av Robert Louis Dressler. Echinorhyncha vollesii ingår i släktet Echinorhyncha och familjen orkidéer. Inga underarter finns listade i Catalogue of Life.